# 双嘧达莫
双嘧达莫（英语：Dipyridamole，又称二吡待摩，商品名潘生丁或Persantine），是一种扩张冠狀動脉及抗血栓形成的药物。主要用于缺血性心脏病及中风，也少量用于其他疾病的治疗。在心肌灌注掃描的壓力相檢測前，也常以此藥靜脈注射增加心率。性状为黄色结晶性粉末。
副作用有头痛、眩晕、噁心、嘔吐、腹泻等；与肝素合用可引起出血倾向；偶发皮疹、冠状动脉盜血现象。